# Sapucaí-Mirim
Sapucaí-Mirim este un oraș în Minas Gerais (MG), Brazilia.